# 清岡千穂
清岡 千穂（きよおか ちほ）は、日本の作曲家。

## 人物
聖心女子大学卒業。1987年に長戸大幸の元で作曲活動を開始し、また、宝仙明伽音（ほうせん あかね）名義でビーイングが運営する音楽学校、Being Music Schoolのソングライティングコースの講師も務めた—。
代表作（作曲）に、『ドラゴンボールZ』の主題歌「CHA-LA HEAD-CHA-LA」などがある。
横浜ベイスターズ（現：横浜DeNAベイスターズ）発足時（1993年）に、応援団が球場で使用する選手別応援歌の作曲を担当。石井琢朗のテーマや高木豊のテーマ（後の内川聖一のテーマ）など、数々の名曲はファンに愛された。現在でも使用されているものとして、投手が打席に立つときの応援歌「ファイティング・テーマ」や「代打のテーマ」「左打者汎用テーマ」などがある。

## 作曲作品

### 清岡千穂名義
- 相沢友子「四月の雪」
- 赤坂晃「Waiting For Your Call」
- 亜蘭知子「Sunny Side Love」「Dancing Island」
- 石塚早織「明日の私を信じたい」
- 市井由理「通り過ぎた風」
- イッシー&はじめ「青春ラブ!!」
- 大阪パフォーマンスドール「恋がまぶしくて」
- 大西結花「Fly Away」「伝えたい…Dear My Friend～part1&2」
- 大森絹子「セビリアの午後」
- 影山ヒロノブ「CHA-LA HEAD-CHA-LA」（ドラゴンボールZ OP）「青い風のHOPE」
- 影山ヒロノブ、KUKO「光の旅」
- かとうれいこ「イブの総て」「ステキなことだと思うから」
- 川越美和「架空の傷心」
- 草尾毅「スーパーフェニックス〜光の世界へ」（スーパービックリマンOP）
- 黒沢ともよ「Happy Go Lucky! ドキドキ!プリキュア」（ドキドキ!プリキュアOP）
- 佐藤朱美「いとおしい人のために」（ふしぎ遊戯OP）
- 佐野量子「12秒の運命（ディスティニー）」
- 設楽りさ子「腕まくら」
- 篠塚満由美「Sea Loves You」（七つの海のティコOP）「Twinkle Talk」（同ED）
- 少年隊「星が運んだ物語」「MOON -MAIN THEME-」「ZIG-ZAG」「CRESCENT -三日月-」「Kirara キララ」
- 杉本理恵「キミの瞳のX'mas」「クレリア」
- 鈴木トオル「祈り」
- 瀬戸朝香「生まれ変るとしても」
- 千堂あきほ「天使みたいな人だった」
- 高田純次&近藤房之助「夕焼けのPARTY」
- 東京女子流「頑張って いつだって 信じてる」
- 中森明菜「綺麗」
- 中山美穂「わがままなあくとれす」「SILENT」
- 錦織一清「夜明けのレジェンド」（映画「餓狼伝説」主題歌）
- のはらしんのすけ「おやすみひまわり」
- 橋本潮「S・O・S」（エスパー魔美OP）
- 光GENJI「TRY TO REMEMBER」「恋の温度」「勇気を出して」
- フェロ☆メン
  - 「禁忌の薔薇〜Aphrodisiac〜」「懺悔室」
  - 「失楽園～Lament for Eros〜」
  - 「絶愛パラノイア」
  - 「IMMORAL WEDDING」「Silent Carnival」(福井元気と共同)
- 古川真一「DAY DREAM」（江崎グリコ「セシルチョコレート」CMソング）
- 真璃子「Moonlight propose」「ずっと好きだった…」「この空は明日です」「素直になって…」
- 観月ありさ「WINGS OF LOVE」
- 森川美穂「Today」「恋人の記念日」
- 諸岡菜穂子「朝日が沈む時刻」
- 山口リエ「雨が好き」
- 山崎亜弥子「私はあなたを終われない」「愛されたくて」「あなたへの手紙」
- 横山知枝「ふたり」
- 吉田朋代「シグナル変われば」
- G2「Call Me」
- KEY WEST CLUB「真夏のSOLITUDE」「COCONUTS HEAVEN」「SEPTEMBER TEARS」「TRUE LOVE」
- Melody「素直に言えない〜もっとそばにいたいけど〜」「シルバーリングに口づけを」
- ribbon「太陽の行方」「太陽を聞いて」「4月のシルエット」「3つの願い」「泣いたりもする」
- SAY・S「曇りのち晴れ」
- TUBE「AFTER THE RAIN」
- YUKA「HAPPY BIRTHDAY」（キテレツ大百科 ED）
- 横浜ベイスターズ選手別応援歌（多数）
- 戴嬈ダイヤオ-「ロマンス」

### 宝仙明伽音名義
- 愛内里菜「green way」「HIMAWARI」「POWER OF WORDS」
- 北原愛子「優しい風」
- JEWELRY「I Believe（作詞：三枝夕夏）」「違う世界で出逢えたら（作詞：佐々木美和）」
- 竹井詩織里「最後のカーブ」